# Omicron Leonis
Omicron Leonis (Subra, 14 Leonis) é uma estrela na direção da constelação de Leo. Possui uma ascensão reta de 09h 41m 09.12s e uma declinação de +09° 53′ 32.6″. Sua magnitude aparente é igual a 3.52. Considerando sua distância de 135 anos-luz em relação à Terra, sua magnitude absoluta é igual a 0.43. Pertence à classe espectral A5V+....